# Paul Schaaff
Paul Schaaff (* 7. Juni 1885 in Hastenrath; † 28. Februar 1966 in Düsseldorf) war von 1924 bis 1933 Landrat des Kreises Düren.
Schaaff wurde in dem kleinen Ort Hastenrath geboren, der bis zum 1. Oktober 1932 noch zum Kreis Düren gehörte, danach zum Landkreis Aachen kam. Nach dem Besuch der dortigen Elementarschule ging er zum humanistischen Gymnasium in Eschweiler, wo er 1905 das Abitur ablegte. Anschließend studierte er an den Universitäten Bonn, Münster und Berlin Rechtswissenschaften.
Nach dem ersten juristischen Examen am 17. Juli 1908 begann er am 27. August desselben Jahres seine Laufbahn beim Amtsgericht in Simmern. Nach der großen Staatsprüfung arbeitete er kurze Zeit im Jahre 1913 am Oberlandesgericht Köln. Im selben Jahr noch wechselte er in die Verwaltungslaufbahn zur Stadt Stolberg und schon im August 1913 zur Kreisverwaltung Aachen. Von dort wechselte er am 3. Mai 1921 als Oberamtmann in das Oberamt Hechingen in die süddeutsche preußische Provinz Hohenzollerische Lande. Dort war er ab 1922 auch Mitglied im Kommunallandtag der Hohenzollernschen Lande.
Am 29. April 1924 wurde Schaaff vom preußischen Minister des Inneren das Amt des stellvertretenden Landrates in Düren übertragen. Ordentlicher Landrat wurde er am 24. Juni 1924.
Schaaff wurde Anfang Mai 1933 als Landrat durch Theodor Beaucamp ersetzt und an den Düsseldorfer Regierungspräsidenten überwiesen. Dort wurde er zum Regierungsrat ernannt. 1937 wurde er in den Ruhestand versetzt.
Schaaff war Mitglied der katholischen Studentenverbindungen AV Cheruscia Münster und KDStV Staufia Bonn.

## Ehrungen
- Ehrenbürger von Nideggen seit 1927
- Paul-Schaaff-Straße in Nideggen